# Josep Roca i Pons
Josep Roca i Pons (Sarrià, 12 de desembre de 1914 - Sant Pere de Ribes, Garraf, 28 d'agost de 2000) fou un lingüista català.

## Biografia
Nascut al llavors independent municipi de Sarrià, al carrer del Clos, número 34. El 1935 es llicencià en dret i en filologia romànica (1941) a la Universitat de Barcelona, en la qual en fou professor de llengua del 1947 al 1955. El 1953 defensà la tesi doctoral, a Madrid, com es feia aleshores, dirigida per Antoni M. Badia i amb el títol Estudios sobre perífrasis verbales del español.
El 1955 emigrà a Cuba, on fou docent a la universitat de Santiago de Cuba, però el 1958 es van tancar les universitats a causa dels atacs de les guerrilles castristes i aleshores s'establí als EUA, on exercí com a professor a la universitat d'Indiana a Bloomington fins al 1981. Alhora, destacà com a promotor de l'ensenyament del català als EUA. Fou cap de la secció de català i occità de la Modern Language Association (1962-1970) i un dels fundadors, junt amb Albert Porqueras-Mayo, Jaume Martí Olivella i Carme Rei-Granger, i primer president de la North American Catalan Society el 1978, de la que en fou president honorífic, i fundador del seu òrgan Catalan Review. En fou el principal impulsor amb Joseph Gulsoy, Milton Azevedo, Patricia Boehne, David J. Viera i Curt Wittlin.
També ha estat membre de la junta de l'Associació Internacional de Llengua i Literatura Catalanes i ha col·laborat en publicacions científiques com Revue des Langues Romanes i Estudis Romànics, i introduí en l'estudi del català l'estructuralisme. Quan es va jubilar el 1981 es va instal·lar a Sitges. El 1988 va rebre la Creu de Sant Jordi i ha estat membre de la Secció Filològica de l'Institut d'Estudis Catalans des de 1989.

## Obres
- Estudios sobre perífrasis verbales del español (1958, publicació de la tesi doctoral, premi Menéndez Pelayo 1953)
- Introducción a la gramática (1960)
- Introducció a l'estudi de la llengua catalana (1970)
- El lenguage (1973), edició de Le langage, de J. Vendryes
- Introduction to Catalan Literature (1978)